# موریس شویت
موریس شویت (انگلیسی: Maurice Chevit; ۳۱ اکتبر ۱۹۲۳ – ۲ ژوئیهٔ ۲۰۱۲) بازیگر تلویزیون، بازیگر سینما، بازیگر، نمایشنامه‌نویس و بازیگر تئاتر اهل فرانسه بود.
از فیلم‌ها یا برنامه‌های تلویزیونی که وی در آن نقش داشته‌است می‌توان به حادثه‌ای در ترن، مسخره، مولیر، مردی در قطار، بدون گذاشتن نشانی و پلاک ۵۸۸ خیابان پارادی اشاره کرد.